# 2008 en Arabie saoudite
Cet article présente les faits marquants de l'année 2008 en Arabie saoudite.

## Évènements
- Dimanche 2 mars 2008 : Les autorités comparent l'offensive israélienne aux crimes des nazis.

- Jeudi 13 avril 2008 : Dans un enregistrement diffusé sur un site islamiste, le no 2 d'Al-Qaida, Ayman al-Zawahiri affirme qu'Oussama ben Laden est en bonne santé et prédit la fin prochaine de l'Arabie saoudite, une monarchie qui selon lui va « à contre-courant de l'histoire ».

- Dimanche 27 avril 2008 : Après quatre mois de prison, sans procès ni condamnation, le blogueur réformiste Ahmad Fouad al-Farhan est relâché sans inculpation.

- Vendredi 16 mai 2008 : Visite d'État du président américain George W. Bush.

- Mercredi 25 juin 2008 : Le ministère de l'Intérieur annonce l'arrestation depuis décembre de 701 islamistes de différentes nationalités dont des Africains et des Asiatiques, impliqués dans la préparation d'attentats contre les installations pétrolières. Parmi elles, « 520 sont toujours détenues pour leur implication aux plans organisationnel et idéologique ».

- Mardi 14 octobre 2008 : L'organisation Amnesty International s'élève contre le fait que le gouvernement saoudien continue « d'exécuter des gens, à un rythme moyen de plus de deux par semaine » estimant que la plupart des condamnés à mort sont des ouvriers journaliers pauvres et des Saoudiens sans relations dans le monde judiciaire.

- Dimanche 21 décembre 2008 : Un tribunal refuse de prononcer le divorce d'une fillette de huit ans, mariée par son père contre une dot de 30 000 riyals saoudiens (8 000 dollars), à un adulte de 58 ans, arguant qu'elle devait d'abord atteindre « la puberté ». La demande de divorce a été déposée par la mère de la fillette, juste après que l'acte de mariage eut été signé par le père. Les parents sont eux-mêmes divorcés. Selon l'avocat de la plaignante « Le juge a refusé de se prononcer sur la plainte [de la mère], estimant qu'elle n'avait pas le droit d'effectuer une telle démarche et qu'une plainte éventuelle devait être déposée par la fillette elle-même, une fois pubère ». La fillette, qui s'apprête à entamer sa quatrième année à l'école primaire ne sait pas qu'elle est mariée[1].

- Vendredi 26 décembre 2008 : Deux Saoudiens condamnés à mort pour le viol d'un homme ont été décapités au sabre aujourd'hui à Riyad. Ces décapitations portent à 100 le nombre d'exécutions annoncées cette année par les autorités saoudiennes, contre 153 en 2007 et 37 en 2006. Le viol, le meurtre, l'apostasie, le vol à main armée et le trafic de drogue font partie des crimes passibles de la peine capitale dans le royaume qui applique strictement la charia.